# Mecúfi
Mecúfi è un centro abitato del Mozambico situato nella provincia di Sofala ed è capoluogo dell'omonimo distretto; conta 31.311 abitanti (stima 2012).